# NGC 3876
NGC 3876 ist eine Spiralgalaxie vom Hubble-Typ Sab im Sternbild Jungfrau auf der Ekliptik. Sie ist schätzungsweise 125 Millionen Lichtjahre von der Milchstraße entfernt und hat einen Durchmesser von etwa 40.000 Lj. 

Im selben Himmelsareal befinden sich u. a. die Galaxien NGC 3863, IC 720, IC 722, IC 724.
Das Objekt wurde am 15. April 1784 vom deutsch-britischen Astronomen Wilhelm Herschel entdeckt.